# W sercu miasta
W sercu miasta (tur. Bu Şehir Arkandan Gelecek) – turecki serial obyczajowy wyreżyserowany przez Çağrı Vila Lostuvalı i wyprodukowany przez Ay Yapım. W rolach głównych występują Kerem Bürsin, Leyla Lydia Tuğutlu i Gürkan Uygun.
Premiera serialu odbyła się w Turcji 4 stycznia 2017 na antenie ATV i był emitowany do 14 czerwca 2017. W Polsce serial był emitowany od 29 września 2017 do 27 grudnia 2017 na kanale TVP1.

## Opis fabuły
Serial opisuje perypetie młodego marynarza oraz żołnierza piechoty morskiej Alego Smitha, który swoje dzieciństwo spędził w rodzinnym mieście w Stambule. W wieku 4 lat przeżył dramatyczne wspomnienia z przeszłości, kiedy to człowiek, którego Ali uznawał za ojca, zastrzelił na jego oczach jego matkę. Po tragicznej śmierci jego matki postanawia nigdy nie wracać do Stambułu, ale pewnego dnia zostaje zmuszony zmierzyć się z demonami przeszłości. Jego opiekun i przyjaciel Rauf nakłania Alego, aby zmienił zdanie. W Stambule mężczyzna poznaje córkę milionera oraz dziedziczkę wielkiej fortuny Derin Mirkelamoğlu, która ma wkrótce wyjść za mąż za partnera zawodowego swojego ojca, Yiğita.

## Obsada
- Kerem Bürsin – Ali Smith
- Leyla Lydia Tuğutlu – Derin Mirkelamoğlu
- Gürkan Uygun – Şahin Vargı
- Osman Alkaş – Rauf
- Defne Kayalar – Nesrin
- Seda Akman – Belgin Mirkelamoğlu
- Burak Tamdoğan – Tekin Görgünoğlu / Mirkelamoğlu
- Nilperi Şahinkaya – Aslı
- Ali Yörenç – Yiğit Bursalı
- Emir Özyakisir – młody Ali Smith

## Spis serii
| Seria | Liczba odcinków | Liczba odcinków | Premierowa emisja w Turcji | Premierowa emisja w Turcji | Premierowa emisja w Polsce | Premierowa emisja w Polsce | Zakres odcinków | Zakres odcinków |
| Seria | Turcja          | Polska          | Rozpoczęcie                | Zakończenie                | Rozpoczęcie                | Zakończenie                | Oryginalnie     | Polska          |
| ----- | --------------- | --------------- | -------------------------- | -------------------------- | -------------------------- | -------------------------- | --------------- | --------------- |
| 1     | 20              | 60              | 4 stycznia 2017            | 14 czerwca 2017            | 29 września 2017           | 27 grudnia 2017            | 1–20            | 1–60            |

## Emisja w Polsce
W Polsce serial był emitowany od 29 września 2017 do 27 grudnia 2017 w TVP1. Emisja powtórkowa serialu odbyła się w dniach 1 czerwca 2019 do 9 sierpnia 2019 roku w TVP3 Szczecin. Tekst w języku polskim opracowała Agnieszka Sobkowska. Lektorem serialu był Marek Ciunel.